# Juan Martín Ginzo
Juan Martín Ginzo Asselbon (Lanús, 5 marzo 2002) è un calciatore argentino, difensore del Dep. Maldonado.

## Caratteristiche tecniche
È un terzino destro.

## Carriera
Ginzo è cresciuto nel settore giovanile del Lanús ed ha firmato il suo primo contratto professionistico nell'agosto del 2022, poco prima di passare in prestito all'Atlético Madrid. Assegnato alla squadra B, ha debuttato l'11 settembre nell'incontro di Segunda Federación vinto 4-0 contro il Don Benito.
A fine stagione, conclusa con la promozione in Primera Federación, ha fatto ritorno in Argentina, dove è stato utilizzato per un anno nella squadra B. Il 12 luglio 2024 è passato a titolo definitivo al Dep. Maldonado.

## Statistiche

### Presenze e reti nei club
Statistiche aggiornate al 13 novembre 2024.
| Stagione        | Squadra           | Campionato      | Campionato | Campionato | Coppe nazionali | Coppe nazionali | Coppe nazionali | Coppe continentali | Coppe continentali | Coppe continentali | Altre coppe | Altre coppe | Altre coppe | Totale | Totale | Totale |
| Stagione        | Squadra           | Comp            | Pres       | Reti       | Comp            | Pres            | Reti            | Comp               | Pres               | Reti               | Comp        | Pres        | Reti        | Pres   | Reti   |        |
| --------------- | ----------------- | --------------- | ---------- | ---------- | --------------- | --------------- | --------------- | ------------------ | ------------------ | ------------------ | ----------- | ----------- | ----------- | ------ | ------ | ------ |
| 2022-2023       | Atlético Madrid B | SF              | 7          | 0          | -               | -               | -               | -                  | -                  | -                  | -           | -           | -           | 7      | 0      |        |
| 2024            | Dep. Maldonado    | PD              | 8          | 0          | CU              | 0               | 0               | -                  | -                  | -                  | -           | -           | -           | 8      | 0      |        |
| Totale carriera | Totale carriera   | Totale carriera | 15         | 0          |                 | 0               | 0               |                    | -                  | -                  |             | -           | -           | 15     | 0      |        |